# Remember Monday
Remember Monday är en brittisk musikgrupp som består av Lauren Byrne, Holly-Anne Hull och Charlotte Steel. Gruppen, som bildades 2013, tog sig 2019 till kvartsfinal i TV-programmet The Voice UK. De representerade Storbritannien i Eurovision Song Contest 2025 med låten "What the Hell Just Happened?" som slutade på en 19:e plats i finalen. Låten är skriven av gruppen tillsammans med Thomas Stengaard, Julie Aagaard, Tom Hollings, Sam Brennan och Kes Kamara.